# Аеродром Уфа
Међународни аеродром Уфа Муста Карима (башк. Өфө аэропорты, Мостай Кәрим исемендәге Өфө халыҡ-ара аэропорты  Өфө аеродроми, Мостаи Кәрим исмемендәге Өфө халиҡ-ара аеродроми ;(IATA: UFA , ICAO: UWUU) је међународни аеродром федералног значаја  у граду Уфа, главном граду Републике Башкортостан. Аеродром се налази на  10. месту у земљи по промету путника (3.5 милиона путника) и највећи је по путничком промету у Поволшком федералном округу . Систем управљања квалитетом аеродромом сертификован је у складу са ИСО 9001: 2008  . IATA код (UFA) у потпуности се подудара са  латиничном верзијом називом града. Налази се на 25 километара од центра Уфе. 

## Опште информације
„Међународни аеродром Уфа“ је модеран ваздухопловни комплекс, са две полетно-слетне стазе, који може да прима све врсте летелица. 
Аеродром Уфа први је од регионалних аеродрома у Русији који је добио  IATA  ISAGO сертификат, као потврда рада у складу са највишим међународним безбедносним стандардима. То је један од десет водећих аеродрома у Русији, један од највећих аеродрома у Поволшком федералном округу Руске Федерације. Више од 40 авио-компанија су партнери аеродрома у Уфи, укључујући представнике три главна ваздухопловна савеза: СкиТеам, Стар Алианце, Oneworld.  
Аеродром Уфа је у стању да прихвати скоро све типове авиона, укључујући широкотрупне  Боеинг 747-400 и Боеинг 777, као и хеликоптере свих типова  . 
Домаћи летове  опслужује  терминал 1. Површина терминала је 12.600 квадратних метара и има капацитет 600 путника на сат. Међународни терминал (терминал 2) је модеран комплекс капацитета 800 особа на сат. Његова површина износи преко 17 хиљада квадратних метара. На аеродрому се налази хотел, ресторан, продавнице, кафић.  Аутобуска линија постоји између аеродрома и града.     
У децембру 2019. аеродром Уфа био је први аеродром икад  у Поволшком федералном округу који  је достигао број од 3,5 милиона путника  . Укупан путнички саобраћај у 2019. години износио је 3,57 милиона људи. 

## Путнички саобраћај(у хиљадама)путника)
| Година | Број путника | % промена  |
| ------ | ------------ | ---------- |
| 2010   | 1,501,000    | Стагнација |
| 2011   | 1,688,570    | 11.6%      |
| 2012   | 1,918,945    | 13.6%      |
| 2013   | 2,218,000    | 15.6%      |
| 2014   | 2,380,581    | 7.3%       |
| 2015   | 2,313,388    | 2.8%       |
| 2016   | 2,318,434    | 0.2%       |
| 2017   | 2,814,330    | 21.4%      |
| 2018   | 3,241,000    | 15.1%      |
| 2019   | 3,570,000    | 10.0%      |

## Приступ аеродрому
Аутобуске линије градског превоза 101 и 110 саобраћају између аеродрома и града.

## Галерија
- Улаз на терминал, 2017
- Натпис "Излаз ка  граду" на башкирском, руском и енглеском језику 1994–2017.
- Зграда терминала 1989. године
- Полетно-слетна стаза
- S7 Airlines-ов Аирбус А319